# Морогоро
Морогоро — місто в Танзанії, адміністративний центр однойменного танзанійського регіону. Чисельність населення становить 274 054 осіб (на 2007 рік). Входить в десятку найбільших міст країни.

## Географія

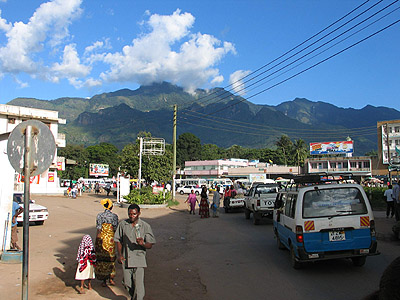
Морогоро. Вид на гори Улугуру

Розташоване за 260 кілометрів від Додоми, столиці Танзанії, та за 190 кілометрів від Дар-ес-Саламу, найбільшого міста країни. 
На південь від Морогоро лежать гори Улугуру.

### Клімат
Місто розташоване у зоні, котра характеризується кліматом тропічних саван. 
Найтепліший місяць — січень із середньою температурою 26.1 °C (79 °F). Найхолодніший місяць — липень, із середньою температурою 21.1 °С (70 °F).
| Клімат Морогоро         | Клімат Морогоро | Клімат Морогоро | Клімат Морогоро | Клімат Морогоро | Клімат Морогоро | Клімат Морогоро | Клімат Морогоро | Клімат Морогоро | Клімат Морогоро | Клімат Морогоро | Клімат Морогоро | Клімат Морогоро | Клімат Морогоро |
| Показник                | Січ.            | Лют.            | Бер.            | Квіт.           | Трав.           | Черв.           | Лип.            | Серп.           | Вер.            | Жовт.           | Лист.           | Груд.           | Рік             |
| Абсолютний максимум, °C | 37              | 37              | 36              | 35              | 32              | 31              | 32              | 33              | 33              | 35              | 36              | 36              | 37              |
| Середній максимум, °C   | 31              | 31              | 31              | 29              | 28              | 27              | 27              | 28              | 29              | 31              | 32              | 31              | 30              |
| Середня температура, °C | 25              | 26              | 25              | 24              | 23              | 21              | 21              | 21              | 22              | 24              | 25              | 25              | 24              |
| Середній мінімум, °C    | 20              | 21              | 20              | 20              | 18              | 16              | 15              | 15              | 16              | 17              | 19              | 20              | 18              |
| Абсолютний мінімум, °C  | 17              | 17              | 17              | 15              | 12              | 8               | 8               | 9               | 10              | 12              | 14              | 16              | 8               |
| Норма опадів, мм        | 90              | 90              | 170             | 200             | 100             | 20              | 10              | 0               | 10              | 20              | 50              | 70              | 880             |
| Днів з дощем            | 8               | 7               | 9               | 9               | 7               | 2               | 1               | 0               | 1               | 2               | 3               | 6               | 60              |
| Вологість повітря, %    | 72              | 71              | 73              | 82              | 81              | 74              | 72              | 69              | 65              | 63              | 65              | 67              | 71              |
| ----------------------- | --------------- | --------------- | --------------- | --------------- | --------------- | --------------- | --------------- | --------------- | --------------- | --------------- | --------------- | --------------- | --------------- |
| Джерело: Weatherbase    |                 |                 |                 |                 |                 |                 |                 |                 |                 |                 |                 |                 |                 |

## Населення
Чисельність населення міста, станом на 2022 рік, налічує 471.409 мешканців.

## Економіка
Морогоро є значним центром харчової промисловості, тут розміщені численні підприємства з переробки сільськогосподарської продукції. В місті розташований сільськогосподарський університет Сокойне, а також сучасний госпіталь імені Ага-хана.

## Транспорт
Місто лежить на танзанійській залізничній Центральній лінії, що сполучає Дар-ес-Салам з віддаленими регіонами на заході і північному заході країни.

## Міста-партнери
- Фресно, США
- Мілвокі, США
- Лінчепінг, Швеція.